# Turbina a gas (turbomacchina)
La turbina a gas è una macchina motrice a fluido comprimibile, usato in abbinamento al compressore assiale nel gruppo turbogas. Sono utilizzate in centrali a turbogas per la produzione di energia elettrica oppure in centrali a ciclo combinato in serie con il ciclo a vapore.
Sono turbine che alternano palettatura rotorica e statorica, ciò implica che ci sono stadi ad azione e alternati a quelli a reazione. 
Vi sono turbine a gas di due tipologie: 
- assiali,
- radiali.

## Storia
Le turbine a gas furono brevettate intorno al 1890, ma fu solo dagli anni 1930 che si ebbero le prime realizzazioni pratiche, con il primo impianto per la produzione di energia elettrica basato su un ciclo a gas che venne realizzato nel 1939 in Svizzera dalla Brown, Boveri & Cie. 
Negli anni successivi si ebbe un sempre più diffuso utilizzo di queste macchine a Ciclo di Brayton-Joule sia nelle centrali elettriche sia per il trasporto aereo.

## Turbine a gas assiali per alte temperature
Le turbine a gas assiali sono la prima scelta come turboespansore di un Ciclo di Brayton-Joule per produzione stazionaria di potenza per grandi taglie e per propulsione.
In queste condizioni prevedono una temperatura di ingresso molto alta rispetto al punto critico del fluido di lavoro, e spesso problemi considerevoli anche per i materiali di costruzione della turbina stessa.
L'alta temperatura è frequentemente richiesta per aumentare l'efficienza del ciclo termodinamico, ma causa problemi non indifferenti nella realizzazione della macchina stessa.
Le alte temperature a cui sono esposti i materiali possono infatti causare fenomeni di scorrimento viscoso.
Per ridurre questi problemi, tre strategie vengono solitamente seguite:
- raffreddamento della palettatura
- miglioramento dei materiali
- applicazione di rivestimenti a barriera termica.

Queste strategie, da sole o in combinazione tra di loro, consentono la riduzione della temperatura dei materiali, consentendo una più lunga vita utile o una maggiore temperatura di utilizzo della macchina.

### Raffreddamento

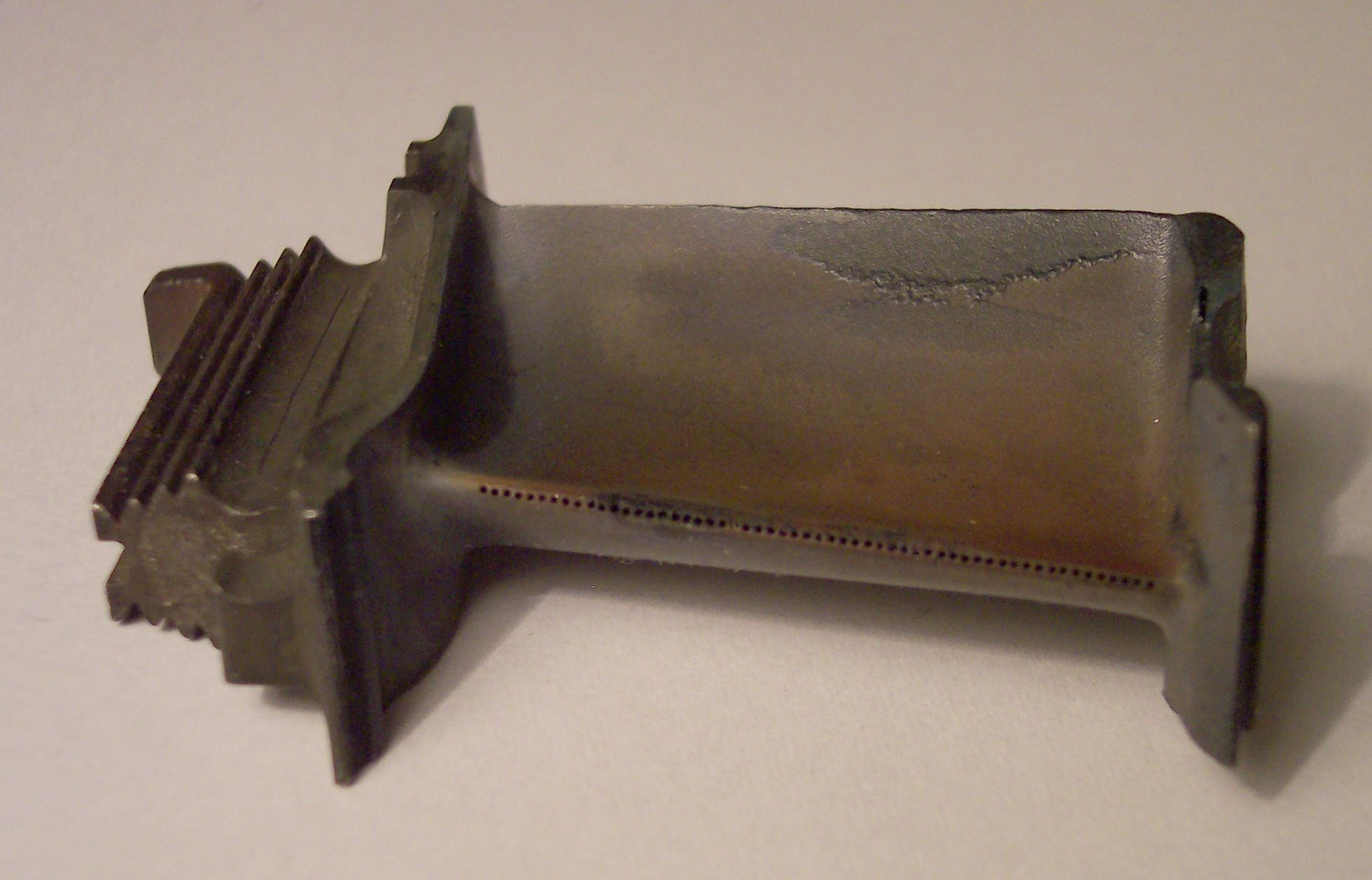
Paletta di turbina a gas usata, con i fori di uscita dell'aria di raffreddamento

La palettatura sia statorica sia rotorica, e i dischi della turbina, può essere raffreddata facendola interagire con una portata di fluidi freddi, solitamente aria o vapore, a seconda delle necessità e della disponibilità.
Questa interazione può avvenire senza che il fluido refrigerante entri a contatto con il fluido di lavoro, in tal caso è definito raffreddamento a circuito chiuso, o miscelando, anche successivamente, il refrigerante con il fluido di lavoro.
Tipicamente la palettatura, che è la componente più critica da raffreddare, per macchine ad aria o gas combusti è raffreddata con un ciclo aperto in cui il fluido refrigerante prima scorre all'interno del singolo componente poi viene scaricato da appositi ugelli posti sull'area esposta ai gas della paletta.
In questo modo vengono garantiti due differenti tipi di raffreddamento: il raffreddamento convettivo, nel quale il fluido refrigerante scambia calore con le componenti della macchina, e un raffreddamento a film, nel quale il fluido refrigerante forma uno strato limite termico più freddo in prossimità della paletta eventualmente portato alla condizione estrema di raffreddamento per traspirazione nel quale la palettatura si comporta come un mezzo poroso attraverso il quale esce il liquido di raffreddamento.
Per alcuni particolari dettagli soggetti ad alti carichi termici, come i bordi d'attacco della palettatura, l'utilizzo di tecniche di raffreddamento per impingement.
L'utilizzo di vapore è preferibile, per i migliori coefficienti di scambio termico ed il più elevato calore specifico del vapore che consente di rimuovere più calore a parità di massa e salto termico del fluido refrigerante.
Tuttavia l'utilizzo di vapore richiede l'accoppiamento con generatore di vapore e quindi questo metodo è usato in ciclo combinato, ma questo causa un prolungamento dei tempi di accensione dell'impianto che risulta in un grande svantaggio per i ridotti tempi di accensione che rendevano attraente l'utilizzo di un turbogas.
Ma d'altra parte consente un grande incremento di efficienza dell'impianto soprattutto se in ciclo chiuso: il vapore può essere riscaldato e poi inviato ad una turbina a vapore in grado di estrarre potenza utile dal flusso.

### Materiali
Per ovviare al problema del surriscaldamento si possono usare, come alternativa ai metalli, i materiali ceramici che sono in grado di resistere a temperature più alte e anche per la loro resistenza alla corrosione, problematica accentuata dalle alte temperature raggiunte.
Tuttavia lo stato di trazione delle palettature associato alla presenza di un forte momento flettente sulle palette rende poco consigliabile l'utilizzo di materiali ceramici a causa della loro ridotta capacità di resistenza a trazione.
Per questo motivo sono attualmente in uso leghe speciali metalliche, come gli Inconel, in grado di resistere alle alte temperature ed alla corrosione.
Nonostante i problemi di sforzo meccanico della palettatura, i materiali ceramici si sfruttano sotto forma di un sottile strato ceramico attorno alle palette, questo aiuta sia a ridurre il carico termico sulla componente metallica sia ad incrementare la resistenza alla corrosione, senza tuttavia andare a compromettere significativamente la resistenza agli sforzi.

## Turbine a gas radiali
In particolari condizioni, si ricorre all'uso di turbine radiali per garantire un maggiore salto entalpico con un minor numero di stadi. Questa opzione viene attuata in microturbine a gas, dove la ridotta dimensione consente una grande riduzione di costi mentre la ridotta efficienza non causa eccessive perdite del ciclo. Si hanno comunque problematiche di surriscaldamento e l'utilizzo di circuiti di raffreddamento sofisticati è reso difficile dalla particolare struttura e dal percorso del fluido di lavoro.